# Viey
Viey település Franciaországban, Hautes-Pyrénées megyében. Lakosainak száma 19 fő (2022. január 1.). Viey Villelongue, Betpouey, Chèze, Esterre, Sers, Viella és Saligos községekkel határos.

## Népesség
A település népessége az elmúlt években az alábbi módon változott:
| Lakosok száma | 28   | 32   | 34   | 32   | 28   | 25   | 21   | 19   | 19   |
|               | 2013 | 2015 | 2016 | 2017 | 2018 | 2019 | 2020 | 2021 | 2022 |